# Осиповский (Волгоградская область)
Осиповский — хутор в Урюпинском районе Волгоградской области России; входит в состав Краснянского сельского поселения.

## География

### Улицы
- ул. Атаманская
- ул. Полевая
- ул. Свободы
- ул. Терновая

## История
Во время образования в 1928 году Урюпинского района, вместе с хуторами Вольновский, Федотовский, Пугачев, Солонцов, Карасев и Водянский входил в Вольновский сельсовет.

## Население
| 2010 |
| ---- |
| 28   |

Население хутора в 2002 году составляло 60 человек.